# Orde de Cavallers de Sant Tomàs
Els Hospitalers de Sant Tomàs de Canterbury a Acre o Cavallers de Sant Tomàs formaren un orde militar cristià. Fundat a Terra Santa per anglesos, estigué reservat a cavallers d'aquesta nació. Fou suprimit en 1538 per Enric VIII d'Anglaterra.

## Història
Fou fundat en 1191 a Acre, després de la conquesta de la ciutat per Ricard I d'Anglaterra i Felip II de França. Després del setge d'Acre (1189–1191) i de la presa de la ciutat, William, capellà del degà de la catedral de Saint Paul de Londres, va instituir un orde religiós els membres de la qual feien vots de pobresa, castedat i obediència i tenien com a objectiu atendre els malalts i ferits, i sebollir els cavallers cristians morts en batalla a Terra Santa. A més, s'hi afegí l'objectiu de recaptar diners per pagar el rescat dels captius de l'exèrcit musulmà de Saladí. L'èxit inicial va fer que l'orde establís una església i un hospital dedicats a Sant Tomàs Becket, arquebisbe de Canterbury, que havia estat canonitzat en 1173.
Pere Des Roches, bisbe de Winchester, va convertir l'orde en orde militar durant la cinquena croada, en 1217–1221. Gregori IX va donar indulgència als canonges de l'hospital de Sant Tomàs d'Acre; en 1236, el papa Gregori va donar la confirmació de l'orde, que començà a ésser conegut com a dels Cavallers de Sant Tomàs d'Acre i adoptà la regla de l'Orde Teutònic. El paper dels cavallers fou cada cop més militar, deixant de banda les tasques hospitaleres, i cap al 1279 el paper del Prior, cap religiós de l'orde, va perdre importància, passant la direcció al Mestre.
L'orde creà una organització provincial a les Illes Britàniques, amb seu a Cheapside (Londres) i preceptors a Kilkenny. En 1257 Alexandre IV, en veure que l'orde no tenia recursos; cap al 1279, l'orde demanà ajut a Eduard I d'Anglaterra, que considerà la fusió amb els templers. Els cavallers, tant de Terra Santa com d'Anglaterra, s'oposaren a la fusió, que no es dugué a terme. En 1316 evitaren un nou intent dels templers per a aconseguir el control de l'orde, i un altre per a quedar-se el convent de Bonhommes d'Ashridge
A la presa d'Acre pels musulmans (1291), el 12 de maig, el Mestre i nou cavallers de l'orde foren morts, i tota Terra Santa fou perduda. Els Cavallers de Sant Tomàs, com els Templers, traslladaren els seus priorats a Xipre, i erigiren l'església de Sant Nicolau de Nicòsia. Cap al 1320 es provocà un conflicte entre els mestres de Xipre i de Londres, i el primer, Henry de Bedford, anà a Londres i destituí el segon. La situació a Xipre es deteriorà, però fou controlada, però la situació econòmica no millorava. Cap al 1330 la casa de Londres estava en ruïnes i l'orde no era viable; després de 1360 no hi ha notícies del mestre de Nicòsia.
Va deixar d'ésser orde militar i abandonà la regla de l'Orde Teutònic, adoptant la de l'Orde de Sant Agustí i dedicant-se a les obres de caritat i a l'ensenyament primari en una escola parroquial. Va establir vincles amb la Companyia de Mercaders (Worshipful Company of Mercers), un dels gremis i confraries de Londres (el pare de Tomàs Becket havia estat mercader). El gremi va fer servir la capella de l'orde per reunir-se i pregar. Finalment, en 1538 i arran de la dissolució dels ordes decretada per Enric VIII d'Anglaterra, l'orde fou suprimida.
La capella i l'hospital foren adquirits per la Companyia de Mercaders, però foren destruïts durant l'incendi de Londres de 1666.